# دلوو
دلوو (انگلیسی: Delvaux) شرکت کالای لوکس فرانسوی است، که در سال ۱۸۲۹ تأسیس شد.